# Moralni hazard
U ekonomiji, moralni hazard nastaje kada entitet ima podsticaj da poveća svoju izloženost riziku, jer ne snosi pune troškove tog rizika. Na primer, kada je korporacija osigurana, može preuzeti veći rizik znajući da će njeno osiguranje platiti povezane troškove. Moralni hazard može se javiti tamo gde se postupci strane koja preuzima rizik menjaju na štetu strane koja snosi troškove nakon što je izvršena finansijska transakcija.
Moralna opasnost može se desiti pod nekom vrstom informacione asimetrije kada strana koja preuzima rizik zna više o svojim namerama od one koja plaća posledice rizika i ima tendenciju ili podsticaj da preuzme previše rizika sa perspektive stranka sa manje informacija. Jedan od primera je problem principala-agenta, gde jedna stranka, koja se naziva agent, deluje u ime druge stranke, koja se naziva principal. Ako agent ima više informacija o svojim postupcima ili namerama od nalogodavca, agent može imati podsticaj da deluje previše rizično (sa stanovišta nalogodavca) ako interesi zastupnika i nalogodavca nisu usklađeni.

## Istorija
Prema istraživanju Dembea i Bodena, ovaj termin datira iz 17. veka, a engleske osiguravajuće kompanije su ga široko koristile krajem 19. veka. Rana upotreba izraza nosila je negativne konotacije, podrazumevajući prevaru ili nemoralno ponašanje (obično osigurane strane). Dembe i Boden ističu, međutim, da su istaknuti matematičari koji su proučavali donošenje odluka u 18. veku koristili „moral“ u značenju „subjektivno“, što može zamagliti pravi etički značaj tog izraza. Koncept moralnog hazarda bio je predmet ponovnog proučavanja ekonomista tokom 1960-ih, počev od ekonomiste Kena Arova, i nije podrazumevao nemoralno ponašanje ili prevaru. Ekonomisti koriste ovaj termin da bi opisali neefikasnost, koja se može javiti kada se rizici razmešteni ili se ne mogu u potpunosti proceniti, umesto da opisuju etiku ili moral uključenih strana.
Rovel i Koneli nude detaljan opis geneze pojma moralni hazard, identifikujući vidljive promene u ekonomskoj misli, koje su identifikovane u srednjovekovnoj teološkoj i probabilističkoj literaturi. Njihov rad upoređuje i suprotstavlja pretežno normativnu koncepciju moralnog hazarda koja se nalazi u literaturi o industriji osiguranja i uglavnom pozitivne interpretacije pronađene u ekonomskoj literaturi. Često se ono što se u literaturi o osiguranju opisuje kao „moralni hazard“ nalazi nakon detaljnijeg čitanja, opisa usko povezanog koncepta, nepovoljne selekcije.

## Finansije
Godine 1998, Vilijam Dž. Makdon, šef Njujorške federalne rezerve, pomogao je protivpartijama Long Term Kapital Manadžmenta da izbegnu gubitke preuzimanjem firme. Ovaj potez kritikovali su bivši predsednik Feda, Pol Volker i drugi kao uvećavanje moralnog hazarda. Tajler Koven zaključuje da su „poverioci verovali da će Fed poravnati njihove zajmove nesolidnim finansijskim institucijama - sve dokle god bi kolaps tih institucija ugrožavao globalni kreditni sistem”. Predsednik Feda, Alan Grinspan, mada je priznavao rizik moralnog hazarda, branio je politiku urednog funkcionisanja Long Term Kapitala rekavši da je u pitanju svetska ekonomija.
Ekonomista Pol Krugman opisao je moralni hazard kao „svaku situaciju u kojoj jedna osoba donosi odluku o tome koliki rizik preuzima, dok neko drugi snosi troškove ako stvari krenu loše.”  Finansijsko spašavanje zajmodavnih institucija od strane vlada, centralnih banaka ili druge institucije može podstaći rizično kreditiranje u budućnosti, ako oni koji rizikuju poveruju da neće morati da snose sav teret potencijalnih gubitaka. Institucije koje pozajmljuju moraju da rizikuju davanjem zajmova, a najrizičniji zajmovi obično imaju potencijal ostvarivanja najvećeg prinosa.
Poreski obveznici, deponenti i drugi poverioci često moraju da snose bar deo tereta rizičnih finansijskih odluka koje donose zajmodavne institucije.
Mnogi tvrde da određene vrste sekjuritizacije hipoteka doprinose moralnom hazardu. Sekjuritizacija hipoteke omogućava pokretačima hipoteke da prenesu rizik da hipoteke koje su stvorili možda neće biti isplaćene i da ne drže hipoteke u svojim bilansima, te da preuzmaju dalje rizike. U jednoj vrsti sekjuritizacije hipoteke, poznatoj kao „agencijska sekjuritizacija”, agencija za sekjuritizaciju koja kupuje hipoteke od nalogodavaca zadržava rizik od neplaćanja. Stoga ove agencije imaju podsticaj da nadgledaju inicijatore i proveravaju kvalitet kredita. „Agencijska sekjuritizacija” se odnosi na sekjuritizaciju bilo od Gini Maj, vladine agencije, ili od Fani Mej i Fredi Maka, oba profitna preduzeća koja sponzoriše vlada. Oni su slični „pokrivenim obveznicama” koje se uobičajeno koriste u Zapadnoj Evropi, jer agencija za sekjuritizaciju zadržava rizik od neplaćanja. Prema oba ova modela, investitori preuzimaju samo rizik od kamatnih stopa, a ne rizik od neplaćanja.
U drugoj vrsti sekjuritizacije, poznatoj kao „privatna etiketa”, sekjuritizujući entitet uglavnom ne zadržava rizik neispunjavanja obaveza. Umesto toga, subjekat sekjuritizacije prenosi rizik neizvršenja na investitore. Stoga subjekat koji vrši sekjuritizaciju ima relativno mali podsticaj za nadgledanje inicijatora i održavanje kvaliteta kredita. Sekjuritizacija pod „privatnom etiketom” odnosi se na sekjuritizaciju koju su strukturirale finansijske institucije kao što su investicione banke, poslovne banke i nebankarski zajmodavci.
Tokom godina koje su prethodile hipotekarskoj krizi, privatne robne marke su porasle kao udeo u ukupnoj hipotekarskoj sekuritizaciji kupovinom i sekjuritizacijom niskokvalitetnih, visoko rizičnih hipoteka. Smatra se da su agencijske sekjuritizacije donekle snizile svoje standarde, ali hipoteke agencija ostale su znatno sigurnije od hipoteka u sekuritizacijama sa privatnom etiketom i ostvarile su daleko bolje rezultate u pogledu zadatih stopa.
Ekonomista Mark Zandi iz Mudijevog Analitiksa opisao je moralni hazard kao osnovni uzrok hipotekarske krize. On je napisao da su „rizici svojstveni hipotekarskom kreditiranju postali toliko široko raspršeni da niko nije bio primoran da brine o kvalitetu bilo kog pojedinačnog zajma. Kako su nepouzdane hipoteke kombinovane, razblažujući probleme u veći bazen, podsticaj za odgovornošću je podriven.” On je takođe napisao, „Finansijske kompanije nisu bile podvrgnute istom regulatornom nadzoru kao banke. Poreski obveznici nisu bili na udici ako bi bankrotirali [pre krize], već samo njihovi akcionari i drugi poverioci. Finansijske kompanije su tako imale malo povoda da ih obeshrabre da rastu što agresivnije, čak iako je to značilo snižavanje ili potkopavanje tradicionalnih standarda pozajmljivanja.”
Moralna hazard takođe može nastati kod zajmoprimaca. Zajmoprimaoci se ne ponašaju razborito (po mišljenju zajmodavca) kada nepromišljeno ulažu ili troše sredstva. Na primer, kompanije koje izdaju kreditne kartice često ograničavaju iznos koji zajmoprimci mogu potrošiti sa svojim karticama, jer bez takvih ograničenja zajmoprimci mogu nepromišljeno potrošiti pozajmljena sredstva, što dovodi do neplaćanja.
Sekjuritizacija hipoteka u Americi započela je 1983. godine u firmi Salomon Brothers, pri čemu je rizik od svake hipoteke prelazio na sledećeg kupca, umesto da ostane kod prvobitne institucije za hipoteku. Ove hipoteke i drugi dužnički instrumenti stavljeni su u veliki dug, a zatim su akcije u tom fondu prodate mnogim poveriocima.
Dakle, ne postoji nijedna osoba odgovorna za proveru da li je neki određeni zajam zdrav, da imovina koja osigurava taj određeni zajam vredi ono što bi trebalo da vredi, da zajmoprimac odgovoran za plaćanje po zajmu može čitati i pisati jezik na kojem su napisani dokumenti koje je potpisao, ili čak da dokumenti postoje i da su u dobrom stanju. Smatra se da je ovo jedan od uzroka krize hipoteka.
Brokeri, koji nisu pozajmljivali sopstveni novac, već su prenosili rizik na zajmodavce. Zajmodavci, koji su prodali hipoteke ubrzo nakon što su ih preuzeli, potisnuli su rizik na investitore. Investicione banke su otkupile hipoteke i izdelile hipotekama poduprte vrednosne, neke rizičnije od drugih. Investitori su kupili hartije od vrednosti i zaštitili se od rizika neplaćanja i plaćanja unapred, potiskujući te rizike dalje. U čisto kapitalističkom scenariju, poslednji koji rizikuje (poput igre muzičkih stolica) je onaj koji se suočava sa potencijalnim gubicima. Međutim, tokom krize su nacionalne kreditne vlasti (Federalne rezerve u SAD-u) preuzimale krajnji rizik u ime građanstva u celini.
Drugi veruju da finansijsko spašavanje zajmodavnih institucija ne podstiče rizično ponašanje pri pozajmljivanju, jer ne postoji garancija zajmodavnim institucijama da će doći do spašavanja. Smanjena procena vrednosti korporacije pre bilo kakvog spašavanja sprečila bi rizične, špekulativne poslovne odluke rukovodilaca koji u svojim poslovnim transakcijama ne izvrše odgovarajuću dubinsku analizu. Rizik i teret gubitka postali su očigledni preduzeću Lehman Braders, koji nisu imali koristi od spašavanja, i drugim finansijskim institucijama i hipotekarnim kompanijama poput Sitibanke i Kantrivajd finansijske korporacije, čija su vrednosti znatno pale tokom hipotekarske krize.

## Literatura
- Gladwell, Malcolm (29. 8. 2005). „The Moral Hazard Myth”. The New Yorker.
- Kotz, David M. (2015). The Rise and Fall of Neoliberal Capitalism. Harvard University Press. ISBN 9780674725652..
- Lanchester, John, "The Invention of Money: How the heresies of two bankers became the basis of our modern economy", The New Yorker, August 5 & 12, 2019, pp. 28–31
- Julien Mercille & Enda Murphy, 2015, Deepening neoliberalism, austerity, and crisis: Europe's treasure Ireland, Palgrave Macmillan, Basingstoke.
- Prins, Nomi (2018). Collusion: How Central Bankers Rigged the World. Nation Books. ISBN 978-1568585628..
- Patterson, Laura A., & Koller, Cynthia A. Koller . "Diffusion of Fraud Through Subprime Lending: The Perfect Storm." In Mathieu Deflem (ed.) Deflem, Mathieu (2011). Economic Crisis and Crime. Emerald Group. ISBN 9780857248022. (Sociology of Crime Law and Deviance, Volume 16), Emerald Group Publishing, pp. 25–45. .
- Pezzuto, Ivo. (2013). Predictable and Avoidable: Repairing Economic Dislocation and Preventing the Recurrence of Crisis. Publisher: Gower Pub Co. ISBN 978-1-4094-5445-8.; New edition. .
- Tooze, Adam (2018). Crashed: How a Decade of Financial Crises Changed the World. New York: Viking Press. ISBN 9780670024933.
- Wallison, Peter (2013). Bad History, Worse Policy. Washington, D.C.: American Enterprise Institute. ISBN 978-0-8447-7238-7..

## Spoljašnje veze
- Dewan, Shaila (26. 2. 2012). „Moral Hazard: A Tempest-Tossed Idea”. The New York Times.